# Aeroportul Buraimi
Aeroportul Buraimi (IATA: RMB, ICAO: OOBR) este un aeroport din Oman ce deservește zona Al Buraimi Governorate⁠(d).
Situat la o altitudine de 296 m, aeroportul dispune de o singură pistă.